# ها يون كيونغ
ها يون كيونغ (بالكورية: 하윤경)‏ هي ممثلة كورية جنوبية. ولدت يوم 20 أكتوبر 1992 في غونبو في كوريا الجنوبية.

## روابط خارجية
- ها يون كيونغ على موقع IMDb (الإنجليزية)
- ها يون كيونغ على موقع قاعدة بيانات الفيلم (الإنجليزية)
- ها يون كيونغ على موقع كينوبويسك (الروسية)